# アメリカ陸軍武器科
アメリカ陸軍武器科（アメリカりくぐんぶきか、英：United States Army Ordnance Corps）は、アメリカ陸軍の戦闘後方支援を行う兵科である。主な任務は兵器システムと弾薬の開発、製造、調達及び維持、並びに爆発物処理である。本拠地はメリーランド州アバディーンにあるアバディーン性能試験場。武器科長は2025年現在、ミシェル・レッチャー准将 が務める。伝統的なモットーは「前線への、前線での、定刻通りの提供 (service to the line, on the line, on time) 」であり、近年「平和のための軍備 (ARMAMENT FOR PEACE) 」が追加されている。武器科は、第二次世界大戦後からロケット、誘導ミサイルと人工衛星の開発にも深く関与していた。
英語の Corps にはその用法に応じて様々な意味があるが、この場合は兵科 (branch) を指す（英語版の United States Army branch insignia も参照）。

## 任務
武器科の任務は、公式ウェブサイトで次の通りに述べられている。
| 「 | 武器科の目的は、戦時・平時を問わず、現在はもちろんのこと将来にわたり優れた戦闘力をアメリカ陸軍各部隊に提供するために兵器システムと弾薬の開発、製造、調達及び維持を支援すること、及び爆発物処理（不発弾処理）を提供することである。 | 」 |

## 歴史
武器科は、弾薬の調達・蓄積及び兵器体系を研究する大陸会議の委員会によって1775年に創設された。委員会には、後のアメリカ合衆国大統領ジョージ・ワシントンも名を連ねていた。委員会は、エゼキール・チーヴァ (Ezekiel Cheever) を武器保管兵站総監 (Commissary General of the Artillery Stores) に任命し、彼が実質的に武器科の初代司令官であった。
1776年に大陸会議は、軍需品を兵士に支給する役割を果たした戦争武器庁 (Board of War and Ordnance) を創設した。1777年に、最初の兵器弾薬庫はペンシルベニア州カーライルに設立された。マサチューセッツ州スプリングフィールドの弾薬庫と兵器工場がそのすぐ後に続き、それはM1ガーランドやM14などを開発したことで著名なスプリングフィールド国営造兵廠 (Springfield Armory) に移行した。後にウェストバージニア州ハーパーズ・フェリー及びマサチューセッツ州ウォータータウンにも兵器工場が設立された。
戦争武器庁は、米英戦争に対する準備の一環として、議会によって武器科の直接の前身となった武器省 (Ordnance Department) として1812年に再編された。武器省は戦争武器庁の役割を引き継いだが、アメリカ独立以前から存在していた兵站よりも遙かに広範な地域での武器及び弾薬の製造、調達、支給及び備蓄に対する責任を負っていた。1821年に財政的な理由から砲兵科と統合されたが、1832年に再び分離し、武器省は再編成とともに研究開発及び野戦任務体系に対する新しい責任を与えられた。米墨戦争で武器省の兵站に関する主導権はさらに拡大し、後の巨大な後方支援活動の基礎を築いた。
南北戦争では、南北両軍の武器弾薬施設が主要な攻撃目標であったため、この戦争は武器省にとって過酷な挑戦であった。それでも、武器省は大量の武器を提供することに成功し、戦争中に急速に移動する陸軍に武器弾薬の調達と戦地支援を供給した。米西戦争は、武器省が資材をアメリカ国外で展開し、近接戦闘支援を提供した最初の紛争として記録に残っている。
第一次世界大戦はアメリカ合衆国内の多くの生産拠点に戦時動員を強いたばかりでなく、ヨーロッパの同盟国と共同開発中の武器、アメリカ国外の補給処及び訓練施設の設立も武器科にとって大きな分岐点であった。第二次世界大戦は、武器科の生産、調達、配備と訓練任務を拡大したため、武器科の規模は更に拡大した。第二次世界大戦後も朝鮮戦争やベトナム戦争の時代にはミサイル開発などで活発に活動し、湾岸戦争、イラク戦争、アフガニスタン戦争など現在も多くの紛争で活動を続けている。

## 編成

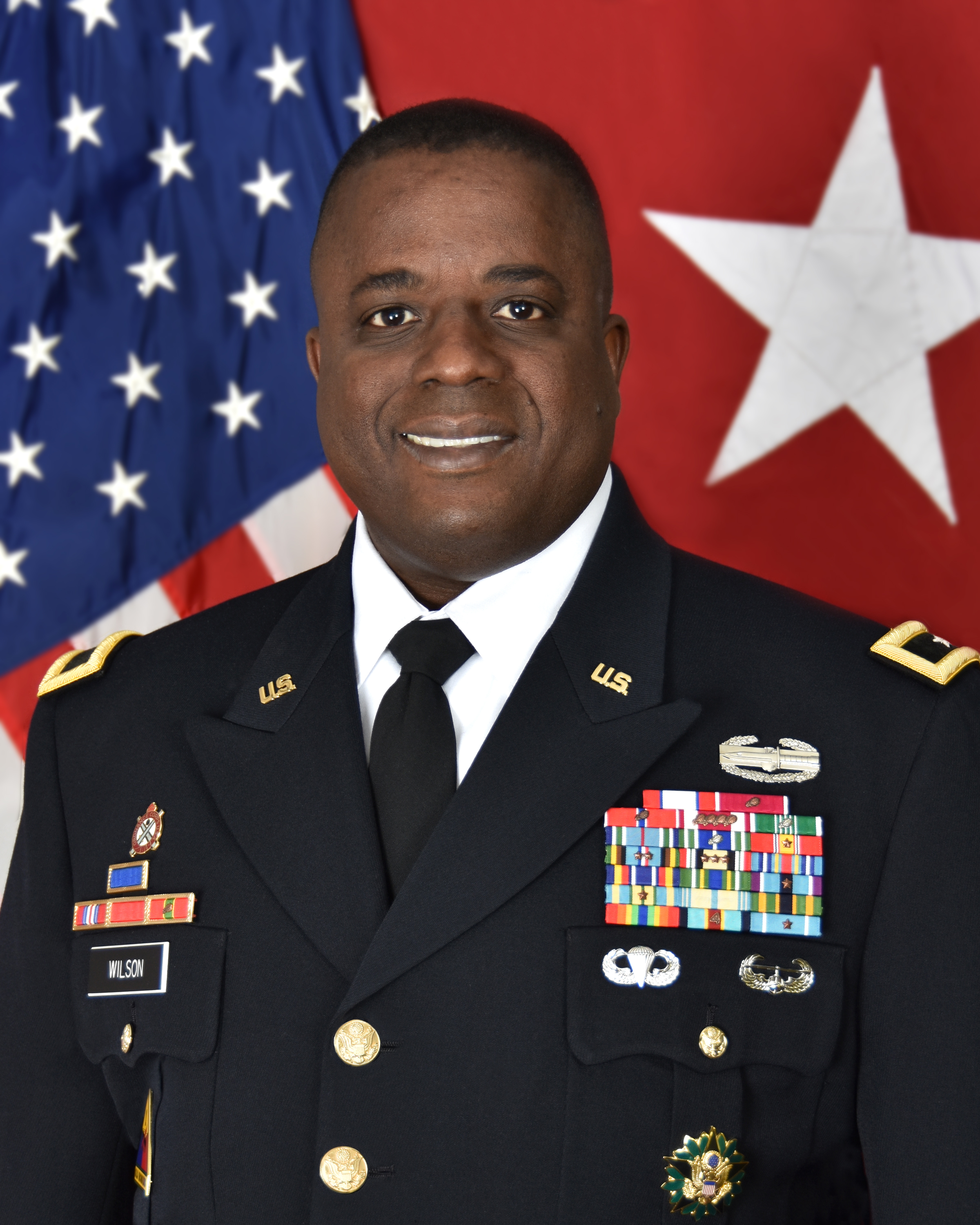
武器科長デイヴィッド・ウィルソン准将（2017年現在）

武器科は部隊ではないが、武器科長 (Chief of Ordnance) を筆頭として緩く結合し、科長の下にはこれを補佐する武器科長官房局 (Office Chief of Ordnance, OCO) がある。現在は2016年8月10日に就任したデイヴィッド・ウィルソン准将が武器科長を勤めている（2017年9月現在）。また、武器科長はアメリカ陸軍武器センター及び武器学校長 (Commanding General, U.S. Army Ordnance Center & Schools)、アメリカ陸軍合同武装支援コマンドの武器担当副司令 (Deputy Commanding General for Ordnance, U.S. Army Combined Arms Support Command) も兼任する。
武器科の歴史はアメリカ合衆国の独立の時代にも遡る長い伝統を持つが、現在の編成になったのは比較的最近である。現在のアメリカ陸軍では一部の例外を除き、連隊を単位とする実動部隊の編成をしなくなっているが、連隊が同一兵科で編成される最大の独立部隊であるという伝統的な考えに基づき、後方支援の兵科について全兵科連隊構想 (whole branch regiment concept) に基づいて兵科全体を形式的にそれぞれひとつの連隊として扱っている（U.S. Army Regimental System も参照）。このため、武器科長は形式上の連隊指揮官を兼任するが、武器科の実動部隊はそれぞれの任務ごとに世界各地の陸軍部隊に配備されており、武器科長がそれらの部隊の作戦行動を直接指揮することはない。武器科長は司令官というよりも、これまでの武器科の長い歴史で蓄積された知識や経験、引き継がれている伝統を維持し、武器科のあるべき姿、隊員の教育・訓練方針などを指導する武器科全般の掌握を担っている。連隊は通常大佐が率いるが、武器科には第61武器旅団のように旅団も存在するため、武器科長が武器科の全部隊を掌握する都合上、旅団を指揮できる准将である必要がある。通常は連隊よりも大規模とされる旅団も形式上は連隊長である武器科長の下に帰属しており、武器科の独立性を維持しつつも組織上の連隊の意義や武器科長の存在がいわば隊員のホームであるような色合いが濃いものであるといえる。これは、連隊を兵士それぞれの帰属組織とする伝統的な考え方に非常によく似たものである。
アメリカ陸軍の再編に伴い、1962年に武器科長とその官房局はいったんは廃止されたものの、1970年代後半には武器科部隊の全般的な統率や訓練方針などの策定に支障や不統一が生じることや、原点となる本拠地がなくなったことで、途切れてしまった伝統に対する隊員の敬意や帰属意識の維持にも配慮が必要になることがわかった。このため、1981年にアメリカ陸軍武器センター及び武器学校長を武器科の実質的な長とする措置がとられた。1985年に武器科も新しい連隊システムに編入されることになり、正式に連隊長を兼任する武器科長と武器科長官房局が復活した。

## シンボル

アメリカ陸軍武器科の兵科徽章

### 兵科徽章
士官が身につける武器科徽章は、炎を上げる古典的な爆弾を表した金属製のバッジであり、金色で高さは25 mm（1 in）ある。この意匠は英語では「シェル・アンド・フレイム (Shell & Flame) 」と呼ばれる。この徽章のデザインの起源はアメリカ独立前の1832年に遡り、アメリカ陸軍の兵科徽章の中で最も古いものと考えられている。元はイギリス陸軍で使用されていたものを武器科の前身となった武器省 (Ordnance Department) の制服のボタンとして1832年に採用したのが始まりである。砲兵科でも、1834年に交差した大砲をかたどった徽章が制定されるまでは同じ徽章を使っていた。
シェル・アンド・フレイムの意匠は、現在ではアメリカ陸軍とイギリス陸軍にとどまらず、イスラエル陸軍武器科 (Ordnance Corps (Israel)) や日本の陸上自衛隊武器科の徽章などのシンボルの一部としても採用されている。

### 連隊徽章

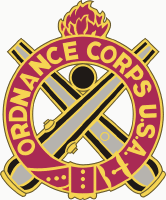
アメリカ陸軍武器科の連隊徽章

武器科の連隊徽章 (Regimental Insignia) は金色の金属とエナメル製の高さ約29 mm（11/8 in）のバッジである。連隊徽章は兵科徽章と同様制服の襟（ラペル）につけるが、兵科徽章より上につける。徽章のデザインは1986年3月25日に承認され、かつての武器省の紋章のデザインがほとんどそのまま採用されている。武器省の紋章は1833年に定められ、交差した古典的な灰色の大砲、赤い炎を上げる黒い爆弾（シェル・アンド・フレイム）及び赤い砲兵ベルト (connoneers' belt) が描かれている（記事冒頭の画像及び右図を参照）。紋章に大砲が描かれているのは、初期の頃から武器科と砲兵科の間には密接な関係があったことを示している。武器省の紋章のベルトには「Ordnance Department, U.S.A.」という文字が書かれていたが、現在は「ORDNANCE CORPS, U.S.A.」の金色の文字に変わっている。

### 連隊章
武器科の紋章 (Regimental Coat of Arms) は正式なものは定められていない。連隊旗は、黄色の房飾りを施した深紅色の背景に連隊徽章のデザインと同じものが黄色で描かれている。「ORDNANCE CORPS, U.S.A.」の文字は深紅色。更にその下に黄色の帯が描かれ、深紅色で「ARMAMENT FOR PEACE（平和のための軍備）」と書かれている。

### 兵科色
武器科の兵科色は黄色で縁取られた深紅色である。武器科の兵科色が赤系の色になったのは1835年に隊員が1枚の赤い羽根飾りを身につけていたことが起源である。1851年に深紅色が武器科の色として定められたが、1902年に一時的に黒と緋色に変更され、1921年10月14日に深紅色と黄色が武器科の兵科色として定められた。

## 職種専門技能 (MOS)
武器科の職種専門技能 (Military Occupational Specialties, MOS) には次のようなものがある。このリストは、アメリカ陸軍人的資源コマンド (Human Resources Command) の2007年11月現在の情報による2008年1月時点の予定を示す。

### 下士官兵職種専門技能
下士官MOSは、2桁の数字と1文字のアルファベットで表される。大きく分けてCMF 63、89及び94の3つの分野 (CMF) が武器科に該当する。
- CMF 63 機械整備 (Mechanical Maintenance)
  - 44B - 金属加工作業者 (Metal Worker)
  - 44E - 機械工 (Machinist)
  - 45B - 小銃/小火器修理士 (Small Arms/Artillery Repairer)
  - 45G - 火器管制システム修理士 (Fire Control System Repairer)
  - 45K - 武器修理士 (Armament Repairer)
  - 52C - ユーティリティ装置修理士 (Utilities Equipment Repairer)
  - 52D - 発電装置修理士 (Power Generation Equipment Repairer)
  - 52X - 特殊用途装備修理士 (Special Purpose Equipment Repairer)
  - 62B - 建設機器修理士 (Construction Equipment Repairer)
  - 63A - M1エイブラムス戦車システム整備士 (M1 Abrams Tank System Maintainer)
  - 63B - 装輪車両整備士 (Wheeled Vehicle Mechanic)
  - 63D - 火砲整備士 (Artillery Mechanic)
  - 63G - 燃料/電気システム修理士 (Fuel and Electrical Systems Repairer)
  - 63H - 装軌車両整備士 (Track Vehicle Mechanic)
  - 63J - 需品管理及び化学装備修理士 (Quartermaster and Chemical Equipment Repairer)
  - 63M - M2/3ブラッドレー歩兵戦闘車システム/砲塔整備士 (M2/3 Bradley Fighting Vehicle System Mechanic/Bradley Fighting Vehicle Systems Turret Mechanic)
  - 63X - 整備主任 (Maintenance Supervisor)
  - 63Z - 機械整備主任 (Mechanical Maintenance Supervisor)
- CMF 89 弾薬 (Ammunition)
  - 89A - 弾薬在庫管理会計専門士 (Ammunition Stock Control and Accounting Specialist)
  - 89B - 弾薬専門士 (Ammunition Specialist)
  - 89D - 爆発物処理専門士 (Explosive Ordnance Disposal Specialist)
- CMF 94 電子整備 (Electronic Maintenance)
  - 94A - 陸戦電子ミサイル・システム修理士 (Land Combat Electronic Missile System Repairer)
  - 94D - 航空交通管制装置修理士 (Air Traffic Control Equipment Repairer)
  - 94E - 無線及び通信保全修理士 (Radio and Communications Security Repairer)
  - 94F - 特殊電子デバイス修理士 (Special Electronic Devices Repairer)
  - 94H - 試験測定診断器材支援専門士 (Test, Measurement, and Diagnostic Equipment Support Specialist)
  - 94J - 遠隔通信端末装置修理士 (Telecommunication Terminal Device Repairer)
  - 94K - アパッチ攻撃ヘリ・システム修理士 (Apache Attack Helicopter Systems Repairer)
  - 94L - 航空通信装置修理士 (Avionic Communications Equipment Repairer)
  - 94M - レーダー修理士 (Radar Repairer)
  - 94P - MLRS修理士 (Multiple Launch Rocket System Repairer)
  - 94R - 航空レーダー修理士 (Avionic Radar Repairer)
  - 94S - パトリオット・システム修理士 (PATRIOT System Repairer)
  - 94T - アベンジャー・システム修理士 (AVENGER System Repairer)
  - 94W - 電子整備主任 (Electronic Maintenance Chief)
  - 94X - 上級ミサイル・システム整備士 (Senior Missile Systems Maintainer)
  - 94Y - 総合系統試験器材オペレーター及び整備士 (Integrated Family of Test Equipment Operator and Maintainer)
  - 94Z - 上級電子整備主任 (Senior Electronic Maintenance Chief)

注
1. ^2009年10月1日に91へ変更予定。属する44、52、63の各MOSは91A - 91Zに振り直される。
2. ^2009年10月1日に新設予定。

### 士官・准士官職種専門技能
士官MOSは、通常2桁の数字と1文字のアルファベットで表される。アルファベットが続かない番号だけの場合は複数の分野にまたがることを示す。准士官MOS (Warrant Officer MOS, WOMOS) は3桁の数字と1文字のアルファベットで表される。
- 89E - 爆発物処理 (Explosive Ordnace Disposal)
- 91A - 整備及び弾薬資材士官 (Maintenance & Munitions Materiel Officer)
- 890A - 弾薬技術者 (Ammunition Technician)
- 913A - 武器システム整備准士官 (Armament Systems Maintenance Warrant Officer)
- 914A - Allied Trades Warrant Officer
- 915A - 自動車整備准士官 (Automotive Maintenance Warrant Officer)
- 915E - 先任自動車整備/武器兵站士官 (Senior Automotive Maintenance/Senior Ordnance Logistics Officer)
- 919A - 工作器材整備准士官 (Engineer Equipment Maintenance Warrant Officer)